# Индекс автомобильных номеров Словении
Регистрационные номерные знаки используются для регистрации автомобилей в Словении.
Номерные знаки изготовлены из металла. В их левой части поле синего цвета, как и на других номерных знаках в странах ЕС; чёрный текст на белом фоне. На каждой машине должны присутствовать две таблички — одна спереди, а другая сзади.

## Таблица автомобильных номеров
| Код | Регион         |
| --- | -------------- |
| CE  | Целе           |
| GO  | Нова-Горица    |
| KK  | Кршко          |
| KP  | Копер          |
| KR  | Крань          |
| LJ  | Любляна        |
| MB  | Марибор        |
| MS  | Мурска-Собота  |
| NM  | Ново-Место     |
| PO  | Постойна       |
| SG  | Словень-Градец |